# 草雲美術館

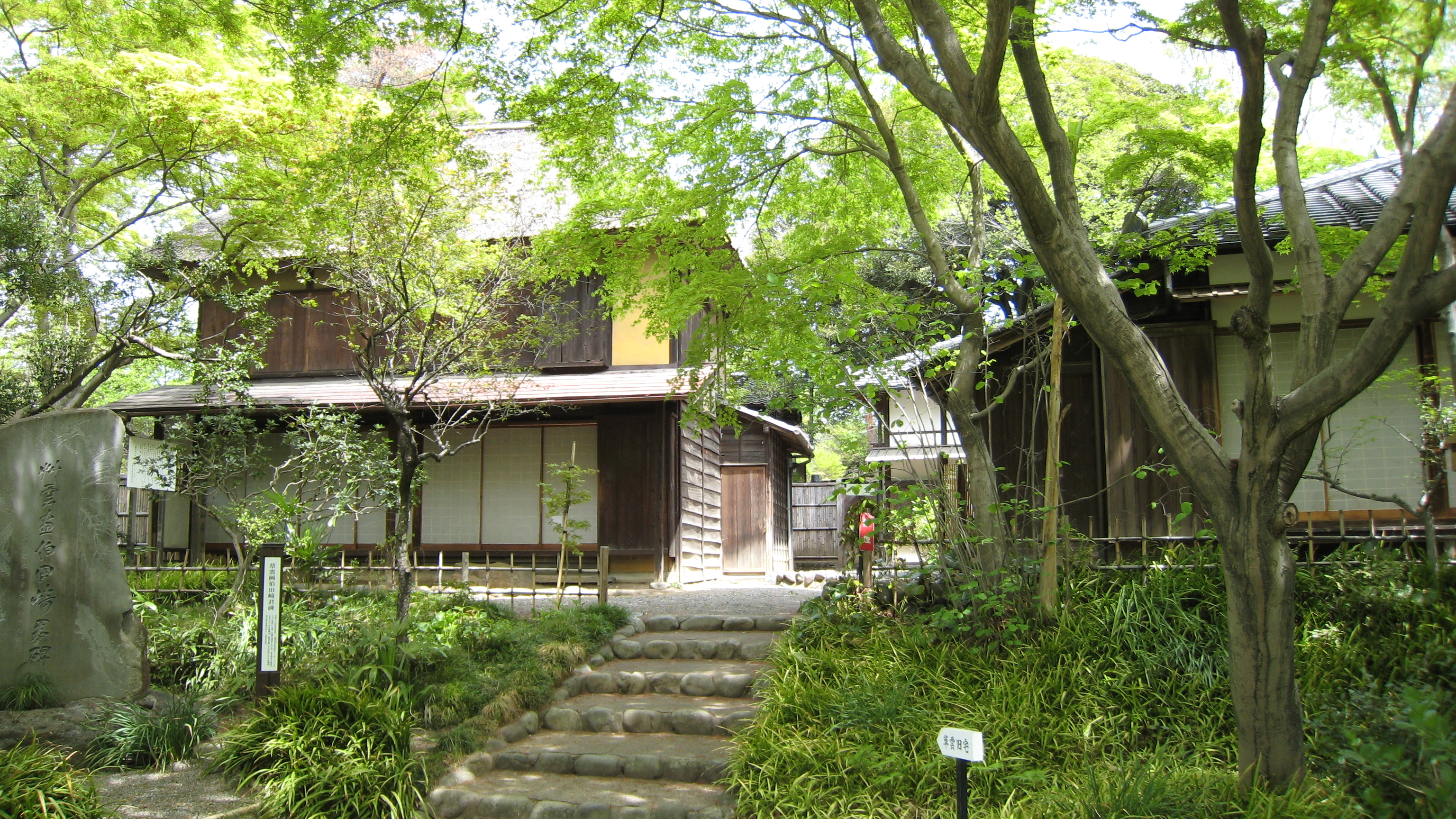
旧宅

草雲美術館（そううんびじゅつかん）は、栃木県足利市の足利公園内にある足利市立の美術館。

## 概要
「富嶽図」、「蓬莱山図」などで知られている幕末の画家である田崎草雲の代表的な絵画をはじめ書籍、遺品などを収蔵、保存し一般に公開している。足利市在住の鈴木栄太郎が1968年（昭和43年）2月に私費を投じて草雲ゆかりの地、白石山房に建設し、同年4月に足利市に寄付されたもの。建物は、草雲が画室としても使用していた「白石山房」の門内にあり、茅葺の旧宅、茶室などが併設されている。